# فيرجينيا جيبسون
فيرجينيا جيبسون (بالإنجليزية: Virginia Gibson)‏ هي ممثلة أمريكية، ولدت في 9 أبريل 1928 بسانت لويس في الولايات المتحدة، وتوفيت في 25 أبريل 2013 في الولايات المتحدة بسبب مرض.

## أعمال

### أفلام
- (1954) سبع عرائس لسبعة إخوة
- (1957) وجه مضحك

## وصلات خارجية
- فيرجينيا جيبسون على موقع IMDb (الإنجليزية)
- فيرجينيا جيبسون على موقع ميوزك برينز (الإنجليزية)
- فيرجينيا جيبسون على موقع أول موفي (الإنجليزية)
- فيرجينيا جيبسون على موقع قاعدة بيانات برودواي على الإنترنت (الإنجليزية)
- فيرجينيا جيبسون على موقع قاعدة بيانات برودواي على الإنترنت (الإنجليزية)
- فيرجينيا جيبسون على موقع قاعدة بيانات الأفلام السويدية (السويدية)
- فيرجينيا جيبسون على موقع إن إن دي بي (الإنجليزية)
- فيرجينيا جيبسون على موقع ديسكوغز (الإنجليزية)
- فيرجينيا جيبسون على موقع قاعدة بيانات الفيلم (الإنجليزية)